# Vink (podcast)
Vink is een radioprogramma en  podcast van de Nederlandse omroep AVROTROS waarin podcasts worden gerecenseerd.
Vink wordt elke week in de nacht van vrijdag op zaterdag om 02:00 uur uitgezonden; de eerste aflevering was op 29 maart 2019. In Vink bespreken en beoordelen Mischa blok, Vincent Bijlo en Stan Putman (internetredacteur bij de Volkskrant) en een wekelijks andere gast Nederlandstalige podcasts; in 2021  presenteerde Milou Brand het programma omdat Mischa Blok 's-middags Toine en Blok presenteerde. Sedert 8 juni 2019 wordt Vink ook uitgezonden op NPO Radio 1. Voor de radio-uitzending schommelde de ranking in Apple Podcasts Netherlands: All Podcasts tussen 100 en 150, daarna tussen 22 en 70. In de categorie Apple Podcasts : Netherlands : Society & Culture steeg de ranking van tussen 23 en 45 naar tussen 8 en 21.